# David Knopfler
David Knopfler (n. 27 decembrie 1952, Glasgow, Scoția, Regatul Unit) este un cântăreț, compozitor, chitarist și pianist britanic, co-fondator împreună cu fratele său Mark, al formației rock Dire Straits.
1. ↑  „David Knopfler”, Internet Movie Database, accesat în 13 august 2015